# Sindarin
Sindarin und Quenya sind die bekanntesten fiktionalen Sprachen, die der britische Autor J. R. R. Tolkien in seinen Erzählungen über die von ihm erdachte Welt Mittelerde verwendet. Sie werden von den dort lebenden Elben gesprochen. Tolkien kam bereits in seiner frühen Kindheit mit unterschiedlichen Sprachen in Berührung, da er in der Obhut eines Geistlichen aufwuchs und dabei Latein und Griechisch kennenlernte. Er beschäftigte sich intensiv mit alten Legenden und Sagen, die einen Einfluss auf seine Geschichten hatten.

## Entstehung
Die erste Sprache, die J. R. R. Tolkien erfand, war die Nonsens-Sprache „Nevbosh“, die er sich als Kind ausgedacht hatte. Sie beruhte auf erfundenen Wörtern, wobei man deutlich die englische Basis heraushört. Tolkien hatte sich bereits in frühen Jahren mit der Weiterentwicklung der gotischen Sprache beschäftigt. Im Jahre 1912 lernte Tolkien die finnische Sprache kennen und lieben, als er das finnische Nationalepos Kalevala las. Da er die finnische Phonetik als besonders schön empfand, beschloss er, sie für die Entwicklung einer eigenen Sprache zu nutzen. Quenya und Sindarin waren die ersten von ihm selbst für seine Mythologie entwickelten Sprachen.

„Typischerweise begann er mit der Einführung und der Phonologie, die auch wissenschaftlich seine besondere Stärke war. Er hatte dies von seinem akademischen Lehrer Joseph Wright gelernt […] an seinem Küchentisch lernte Tolkien Ablautreihen, bis er sie intuitiv beherrschte. Er hatte, wie Zeitgenossen bestätigen, ein geradezu unheimliches Gespür für historische Vokalveränderungen, die noch schwieriger zu fassen sind als konsonantische Lautverschiebungen.“

Tolkien hinterließ mehrere Lexika und Wörterbücher mit vielen Wörtern in Quenya oder Sindarin, in denen sich seine Herangehensweise eines – gewissermaßen verkehrt herum arbeitenden – historischen Philologen widerspiegelt; man sieht es schon daran, dass die Wörter darin nach den sprachlichen Wurzeln geordnet sind. Diese waren nach der herrschenden Lehrmeinung seiner Zeit nur theoretische Konstrukte und nicht als synchroner Bestand einer Ursprache zu verstehen. Bei seiner entwerfenden Tätigkeit war er erfolgreicher als seine Disziplin bei der analytischen: Wo diese bei der Erschließung einer Ursprache scheiterte, ging er vom Primitiven Quendischen als einer solchen aus und ließ daraus progressiv einen Baum von Sprachen entstehen. Die erfundenen Wörter kommen schwerpunktmäßig aus wenigen Bereichen: Geschichte, Mythologie, Poesie und Namensgebung. Das von ihm geschaffene Textkorpus war alles in allem recht klein und beschränkt sich in den größeren Stücken auf wenige Textgattungen.
Als Beispiel für einen Text der Sprache mag die Inschrift auf dem Westtor von Moria dienen:
| Text                                 | Sindarin-Text                                                                                                 | Interlineare Morphemglossierung | Deutsche Übersetzung |
| ------------------------------------ | --- | --- | --- |
| Inschrift auf dem Westtor von Moria  | Ennyn Durin Aran Moria: Pedo mellon a minno. Im Narvi hain echant. Celebrimbor o Eregion teithant i thiw hin. | Tor\pl Durin König Moria sprechen-imp Freund und eintreten-imp reflexiv Narvi leniert\dem.dist\pl fertigen-pst Celebrimbor abl Eregion schreiben-pst def.art nasal\Zeichen\pl leniert\dem.prox\pl | Die Tore Durins, des Königs von Moria: Sprich 'Freund' und tritt ein [oder: Sprich, Freund, und tritt ein]. Ich selbst, Narvi, habe jene [= die Türen] gefertigt. Celebrimbor aus Erigion hat diese Zeichen geschrieben. |
| Gandalfs Spruch um das Tor zu öffnen | Annon edhellen, edro hi ammen, fennas nogothrim, lasto beth lammen!                                           | Tor elbisch öffnen-imp jetzt dat-1pl Eingang Zwerg-coll hören-imp leniert\Wort Zunge-1sg.poss | Elbisches Tor öffne (dich) jetzt für uns, Eingang des Zwergenvolkes höre das Wort meiner Zunge! |

## Sprachliche Entwicklung
Das Sindarin ist Teil einer entfalteten Sprachfamilie. Ursprünglich hatten alle Elben Mittelerdes eine Sprache gemeinsam, die als Ur-Elbisch oder primitives Quendisch bezeichnet wird. Erst als sie nach Valinor gingen, spaltete sich diese Sprache in mehrere Mundarten auf. Das Vanyarin der Elben, die nach Valinor gingen und nie nach Mittelerde zurückkehrten, das Noldorin der Elben, die mit Feanor zurückkehrten, und das Telerin der Elben, die erst spät oder nie nach Valinor gingen.
Aus einem dieser Dialekte, dem Telerin, entwickelte sich später in Mittelerde das Alt-Sindarin, welches sich teilweise mit der Sprache der zurückgekehrten Noldor vermischte, woraus schließlich das Neu-Sindarin entstand. Es ist die Umgangssprache der Elben. Sindarin lernten und sprachen auch die Edain, die Menschen der drei Völker der Elbenfreunde. Es hatte einen starken Einfluss auf ihre eigene Sprache und viele Worte wurden in die Gemeinsprache der Menschen übernommen.

## Charakteristik
Sindarin unterscheidet sich von seiner Schwestersprache Quenya durch viele historische Entwicklungen, die auffälligste darunter ist wohl das Verschwinden fast aller Vokale am Wortende: Gemeines Quendisch kambā > Quenya camba ⪤ Sindarin cam „Hand“.
Ebenfalls gut zu erkennen ist das unterschiedliche Verhalten der pränasalierten Plosive /mb, nd, ŋg/, die im Quenya als /m, n, ŋ/ im Sindarin aber als /b, d, g/ wie in Gemeines Quendisch ŋgolodō > Quenya Ñoldo ⪤ Sindarin Golodh auftauchen.
Trotz der politischen Tragweite des Zusammenfallens von /s/ und /θ/ im Quenya, bleibt /θ/ in allen Dialekten des Sindarin, auch derjenigen der Exil-Ñoldor bestehen.

### Pluralformen
Pluralformen werden im Sindarin durch Umlautung gebildet. Ursprünglich gab es für die elbischen Sprachen eine Mehrzahlbildung durch das einfache Anhängen eines ‘-i’, wie es teilweise noch im Quenya praktiziert wird. Beispiel für Quenya; atan, el (sg.) wird im Plural atani, eli.
- So wurde aus

| Vokal   | a            | e             | y / ŷ  | i / î  | o           | u             | au / aw       | ai         |
| ------- | ------------ | ------------- | ------ | ------ | ----------- | ------------- | ------------- | ---------- |
| Umlaut  | a → ai       | e → i         | bleibt | bleibt | o → y       | u → y oder ui | au / aw → oe  | ai → î     |
|         | adan → edain | Edhel → Edhil | ylf    | gîl    | amon → emyn | tulus → tylys | gwaun → gwoen | cair → cîr |
| deutsch | Mensch       | Elb           | Becher | Stern  | Berg        | Pappel        | Gans          | Schiff     |
|         | tâl → tail   | certh → cirth | mŷl    | ithil  | Orch → Yrch | dûr → duir    | naw → noe     | mail → mîl |
| deutsch | Fuß          | Rune          | Möwe   | Mond   | Ork         | dunkel        | Idee          | lieb       |

- Der Vokal ‘a’ bildet hier zusätzlich noch zwei Ausnahmen von dieser Regel. Sofern in einem einsilbigen Wort ein Reibe-, Liquid- oder Nasallaut auf das ‘a’ folgt, wird das ‘a’ in einigen Fällen zu ‘ei’ oder ‘e’ umgelautet.

| a -lph          | a -lch              | a -ng        | a -rn              |
| --------------- | ------------------- | ------------ | ------------------ |
| a → ei          | a → ei              | a → e        | a → e              |
| alph = Schwan   | falch = Schlucht    | fang = Bart  | narn = Erzählung   |
| eilph = Schwäne | feilch = Schluchten | feng = Bärte | nern = Erzählungen |

## Phonologie
Die Phonologie des Sindarin ist von J. R. R. Tolkien in Anlehnung an jene des Walisischen konstruiert worden; daher überschneiden sich die beiden Sprachen hinsichtlich ihrer prosodischen und phonotaktischen Merkmale. Einflüsse auf die Lautstruktur des Sindarin übten überdies die germanischen Sprachen Angelsächsisch, Altnordisch und Altisländisch aus, wobei diese hauptsächlich im Bezug auf die Grammatik und insbesondere die Pluralbildung des Sindarin zum Tragen kommen, die sich stark an der germanischen Umlautung orientiert.

### Konsonanten
Das Sindarin kennt insgesamt 25 pulmonisch-egressive Konsonanten, die mit wenigen Ausnahmen jenen des Deutschen entsprechen, wobei 23 einzelne konsonantische Phoneme und 2 weitere Allophone eines einzigen Phonems zu unterscheiden sind.

#### Gemination
Einige Konsonanten des Sindarin kennen das Prinzip der Gemination: Sie werden im In- oder Auslaut (aber nicht im Anlaut) eines Wortes mit doppelter Länge gesprochen: So wird etwa der Konsonant /nː/ geminiert (verdoppelt) gesprochen, während seine Kurzform /n/ einfach artikuliert wird. Tritt ein solcher geminierter Konsonant im Auslaut eines Wortes auf, bildet er die Silbenkoda der Endsilbe, tritt er im Inlaut auf verhält sich ambisyllabisch: Er bildet nun die Silbenkoda der vorangehenden, und den Silbenansatz der folgenden Silbe.
Die zur Gemination fähigen Konsonanten des Sindarin sind:
- der stimmloser alveolarer Frikativ /s/ im In- und Auslaut: /ˈglasːui̯/ „fröhlich“, /ˈlasː/ „Blatt“
- der stimmhafte laterale alveolare Approximant /l/ im In- und Auslaut: /ˈkalːɔn/ „Held“, /ˈsɛlː/ „Tochter“
- der stimmhafte alveolare Nasal /n/ im In- und Auslaut: /ˈanːɔn/ „Tor“, /ˈanː/ „Geschenk“
- der stimmhafter alveolarer Vibrant /r/ nur im Inlaut: /rɔˈxirːim/ „Volk der Pferdeherren, Rohirrim“
- der stimmlose labiodentale Frikativ /f/ nur im Inlaut: /ˈafːadon/ „Nachfolger“

### Vokale
| Anmerkungen ([B 1] – [B 6])0 |
| ---------------------------- |
| 1. 2. 3. 4. 5. 6.            |

Sindarin ist eine verhältnismäßig vokalarme Sprache: Es besitzt sechs Monophthonge ([a], [ɛ], [i], [ɔ], [u] und [y]) und sechs Diphthonge ([aɛ̯], [ai̯], [au̯], [ɛi̯], [ɔɛ̯] und [ui̯]).

#### Monophthonge
Das Sindarin verfügt, wie dem nebenstehenden Vokaltrapez entnommen werden kann und bereits erwähnt wurde, über sechs Monophthonge (einfache Vokale): vier Vorderzungenvokale ([a], [ɛ], [i] und [y]) und zwei Hinterzungenvokale ([ɔ] und [u]) beziehungsweise sowohl drei ungerundete ([a], [ɛ] und [i]) als auch drei gerundete ([ɔ], [y] und [u]) Vokale.
Die Monophthonge des Sindarin können sowohl kurz (beispielsweise [a]) als auch lang (zum Beispiel [aː]) gesprochen werden; eine Längenunterscheidung der gesprochenen Vokale führt im Wortschatz des Sindarin – anders als im Deutschen – indes zu einer semantischen Unterscheidung; zwischen den Kurz- und Langvokalen des Sindarin bestehen mithin phonematische Unterschiede.
Kurzmonophthonge erhalten in der Transkription des Sindarin keine diakritische Markierung, sie können, falls Präzision gefordert ist, jedoch mit einer Breve (˘) gekennzeichnet werden: Grundsätzlich werden die Kurzvokale [a], [ɛ], [i], [u], [ɔ] und [y] entsprechend dieser Reihenfolge also bloß ⟨a⟩, ⟨e⟩, ⟨i⟩, ⟨u⟩, ⟨o⟩ und ⟨y⟩ transkribiert, wobei bei einer Markierung mit Breve folgerichtig ⟨ă⟩, ⟨ĕ⟩, ⟨ĭ⟩, ⟨ŭ⟩, ⟨ŏ⟩ und ⟨y̆⟩ transkribiert würden. Ein Beispiel für ein Wort mit Kurzvokalen bietet ⟨adan⟩ beziehungsweise ⟨ădăn⟩ mit der Bedeutung Mensch und der Aussprache [ˈadan].
Langmonophthonge erhalten in der Transkription des Sindarin – anders als die Kurzmonophthonge – in jedem Falle diakritische Markierungen; hierbei wird zuweilen zwischen Langvokalen polysyllabischer (mehrsilbiger) und monosyllabischer (einsilbiger) Lexeme (Wörter) unterschieden:
- Langmonophthonge mehrsilbiger Wörter werden mit einem Akut (´) gekennzeichnet[12]: [aː], [ɛː], [iː], [uː], [ɔː] und [yː] werden als Vokale eines mehrsilbigen Wortes also in dieser Reihenfolge ⟨á⟩, ⟨é⟩, ⟨í⟩, ⟨ú⟩, ⟨ó⟩ und ⟨ý⟩ transkribiert. Als Beispiel hierzu mag das Wort ⟨dúnadan⟩ beziehungsweise ⟨dúnădăn⟩ mit der Bedeutung Westmensch und der Aussprache [ˈduːnˌadan] dienen.
- Langmonophthonge einsilbiger Wörter werden mit einem Zirkumflex (^) gekennzeichnet: [aː], [ɛː], [iː], [uː], [ɔː] und [yː] werden als Vokale eines einsilbigen Wortes also in dieser Reihenfolge ⟨â⟩, ⟨ê⟩, ⟨î⟩, ⟨û⟩, ⟨ô⟩ und ⟨ŷ⟩ transkribiert. Das Wort ⟨dûr⟩ mit der Aussprache [ˈduːr] und den Bedeutungen dunkel, finster, das vielen aus der Zusammensetzung Barad-dûr (Dunkler Turm) bekannt ist, mag hierzu als Beispiel dienen.

In Anlehnung an die klassische Philologie kann zur Markierung der Langvokale des Sindarin – unabhängig davon, ob sie Langmonophthonge mono- oder polysyllabischer Lexeme sind – auch ein Makron (¯) genutzt werden: [aː], [ɛː], [iː], [uː], [ɔː] und [yː] werden dann entsprechend als ⟨ā⟩, ⟨ē⟩, ⟨ī⟩, ⟨ū⟩, ⟨ō⟩ und ⟨ȳ⟩ transkribiert.

#### Diphthonge
Neben seinen sechs Monophthongen kennt das Sindarin ebenfalls sechs Diphthonge, die aufgrund ihrer Betonung auf dem ersten Element (Vokal) als fallende Diphthonge zu klassifizieren sind: drei Diphthonge mit [a] als erstem Element ([aɛ̯], [ai̯] und [au̯]) und jeweils einen Diphthong mit dem ersten Element [ɛ] ([ɛi̯]), [u] ([ui̯]) und [ɔ] ([ɔɛ̯]).
Alle Diphthonge des Sindarin bestehen naturgemäß aus zwei kurzvokalischen Elementen, da aus phonotaktischen Gründen keine Diphthonge aus langvokalischen Elementen gebildet werden können: So kann das Vokalpaar [au̯], das aus den Kurzvokalen [a] und [u] besteht, als Diphthong in einer Silbe ausgesprochen werden, während eine Aussprache der Vokalkombination [aːu] als Diphthong im Sindarin nicht möglich ist, weil sie nicht in einer Silbe artikuliert werden kann (stattdessen handelt es sich hierbei um einen Hiat).
Die Diphthonge des Sindarin werden anhand der Transkriptionszeichen derjenigen Vokale, aus denen sie bestehen, transkribiert: Für [aɛ̯] wird ⟨ae⟩, für [ai̯] ⟨ai⟩ und [ɛi̯] ⟨ei⟩ transkribiert, während [ui̯] mit ⟨ui⟩ und [ɔɛ̯] mit ⟨oe⟩ in die lateinische Schrift übertragen wird. Die einzige Ausnahme bildet der Diphthong [au̯], der, sofern er im Auslaut eines Lexems steht, mit ⟨aw⟩ und ansonsten der Regel entsprechend mit ⟨au⟩ transkribiert wird.

### Akzent
Das Sindarin kennt – ähnlich wie die meisten indogermanischen Sprachen – einen dynamischen Akzent, um die Betonung seiner Wörter zu realisieren; bei diesem dynamischen Akzent handelt es sich zugleich um einen Wortakzent: Die Wörter des Sindarin werden also – wie im Deutschen – durch eine Intensivierung des Atemdrucks einer gewissen ihrer Silben betont.
Die Betonung der Wörter des Sindarin hängt von der Quantität der Silbe ab und kann durch die Pänultimaregel des Lateinischen beziehungsweise das Dreimorengesetz des Altgriechischen beschrieben werden:
- Einsilbige Wörter, die keine Klitika sind, werden auf ihrer einzigen Silbe betont: ann /ˈann/ „Geschenk“. Klitika wie der Artikel und einige Präpositionen tragen keine eigene Betonung.
- Zweisilbige Lexeme erhalten ihre Betonung stets auf der vorletzten Silbe (Pänultima); sie sind damit stets Paroxytona.
- Die Betonung drei- und mehrsilbiger Lexeme fällt dann auf die vorletzte Silbe (Pänultima), wenn diese naturlang ist – also über einen Langmonophthong oder einen Diphthong als Silbengipfel verfügt – oder wenn sie geschlossen ist, also auf ihren Nukleus ein Konsonantencluster beziehungsweise ein /m/ folgt: gwahaedir /gwaˈhaɛ̯dir/ „Weit-Blicker, Palantír“, Mithrandir /miθˈrandir/ „Grauer Pilger, Gandalf“, galadhremmen /galaðˈrɛmɛn/ „baumdurchwirkt“
- Die Betonung drei- und mehrsilbiger Lexeme fällt in allen weiteren Fällen außer dem obig geschilderten auf die vorvorletzte beziehungsweise drittletzte Silbe (Antepänultima)[18]: Adanedhel /aˈdanɛðɛl/ „Elf-mann, Túrin“

### Romanisierung
Das Sindarin wird im fiktionalen Kontext entweder mit den Tengwar Feanors in verschiedenen Modi oder mit den Runen Daerons geschrieben, Tolkien entwickelte aber auch eine Romanisierung, also eine Schreibweise mit lateinischen Buchstaben zur einfacheren Handhabung. Grundsätzlich gilt, dass die Laute mit ihrem IPA-Symbol verschriftlicht werden, die Ausnahmen sind hier aufgelistet:
- /k/ wird immer durch ⟨c⟩ wiedergegeben.
- /θ, ð/ werden in der Schreibung des Herrn der Ringe mit ⟨th, dh⟩, in privaten Notizen aber auch oft durch ⟨þ, ð⟩ wiedergegeben.
- /x/ wird durch ⟨ch⟩ wiedergegeben
- /r̥, l̥, ʍ/ werden durch ⟨rh, lh, hw⟩ wiedergegeben
- Am Wortanfang geben sowohl ⟨f⟩ als auch ⟨ph⟩ das Phonem /f/ wieder, die Variante ⟨ph⟩ wird dabei genutzt um anzuzeigen, dass das /f/ durch Mutation aus einem /p/ hervorgegangen ist. In der Wortmitte bezeichnet ⟨ph⟩ ein gemminiertes /fː/, am Wortende ein einfaches /f/, da ⟨f⟩ in dieser Position dazu verwendet wird um /v/ wiederzugeben.
- /j/ tritt nur am Wortanfang vor einem anderen Vokal auf und wird dort durch ⟨i⟩ wiedergegeben.
- ⟨ng⟩ bezeichnet /ŋ/ am Wortende und /ŋg/ in der Wortmitte. Am Wortanfang spielt die Worttrennung zwischen Klitikon und Stützwort eine Rolle: ⟨ng⟩ ohne Trennung wie in i-ngelaidh bezeichnet ein einfaches /ŋ/ wird jedoch zwischen ⟨n⟩ und ⟨g⟩ getrennt wie in in-gelydh bezeichnet das /ŋg/. Da diese Konvention oft zu Verwirrungen führt und insbesondere ⟨n-g⟩ leicht als /ng/ interpretiert werden kann, hat sich in der Sekundärliteratur die Alternative eingebürgert die Schreibung ⟨ñ⟩ für /ŋ/ aus dem Quenya zu übernehmen und am Wortanfang explizit i-ñelaidh und i-ñgelydh zu schreiben.
- ⟨nc⟩ bezeichnet immer /ŋk/.
- Geminierte Konsonanten mit Ausnahme von /fː/ werden doppelt geschrieben
- Obwohl /mː/ im Sindarin nicht auftritt, findet sich geschrieben die Kombination ⟨mm⟩. Das liegt daran, dass jedes /m/ zwischen Vokalen von einem geminierten /mː/ in einer früheren Sprachstufe gekommen sein muss (einzelnes /m/ ist in dieser Position zu /v/ geworden) aber dann verkürzt würde. Trotzdem zählt ein solches /m/ weiterhin als silbenschließender Konsonant, deshalb wird es in drei- oder mehrsilbigen Wörtern als Silbenansatz der letzten Silbe mit ⟨mm⟩ verschriftlicht um die korrekte Betonung anzuzeigen: galadhremmin /galað'remin/ aber amarth /'amarth/ weil die Betonung in diesem Fall ohnehin auf die erste Silbe fällt.[19]

| Schreibung | Laut (IPA)     | Beispielwort            | Beispielwort            | Aussprache |
| ---------- | -------------- | ----------------------- | ----------------------- | --- |
| a          | [⁠a⁠]            | Arwen                   | [ˈarwɛn]                | [a] wird wie in frz. avoir ([ˌavˈwaʀ]) und beinahe wie in dt. machen ([ˈmäχn̩]) gesprochen. |
| ae         | [aɛ̯]           | aear                    | [ˈaɛ̯ar]                 | [aɛ̯] wird fast wie in dt. Aerodynamik ([ˌäe̯ʁo(ː)dy(ː)ˈnäːmɪk]) oder frz. aérobic ([ˌae̯ʀɔˈbik]) gesprochen. |
| ai         | [ai̯]           | erain                   | [ˈɛrai̯n]                | [ai̯] wird fast wie in dt. Ei ([ˈäɪ̯]), Mai ([ˈmäɪ̯]), Meise ([ˈmäɪ̯zə]) gesprochen. |
| au oder aw | [au̯]           | aur                     | [ˈau̯r]                  | [au̯] wird fast wie in dt. aus ([ˈäʊ̯s]) gesprochen. |
| b          | [⁠b⁠]            | Beren                   | [ˈbɛrɛn]                | [b] wird wie in dt. Ball ([ˈbäl]) gesprochen. |
| c          | [⁠k⁠]            | Celeborn                | [ˈkɛlɛbɔrn]             | [k] wird wie in dt. klar ([ˈk(ʰ)läːɐ̯]), engl. crop ([ˈkɹɒp]) oder frz. coq ([ˈkɔk]) gesprochen. |
| ch         | [⁠x⁠]            | na-chaered, Forochel    | [naˈxaɛ̯rɛd], [ˈfɔrɔxɛl] | [x] wird wie in dt. acht ([ˈäxtʰ]) gesprochen. |
| d          | [⁠d⁠]            | dael                    | [ˈdaɛ̯l]                 | [d] wird wie in dt. dann ([ˈdän]) gesprochen. |
| dh         | [⁠ð⁠]            | nardh                   | [ˈnarð]                 | [ð] wird wie im engl. this ([ˈðɪs]) artikuliert. |
| e          | [⁠ɛ⁠]            | ered                    | [ˈɛrɛd]                 | [ɛ] wird wie in dt. Bett ([ˈbɛtʰ]) und fast wie in engl. ten ([ˈtɛ̝n]) gesprochen. |
| ei         | [ɛi̯]           | eithel                  | [ˈɛi̯θɛl]                | [ɛi̯] wird fast wie in engl. grey ([ˈɡɹɛɪ̯]) gesprochen. |
| f          | [⁠f⁠]            | falas                   | [ˈfalas]                | [f] wird wie in dt. Haft ([ˈhäftʰ]) artikuliert. |
| f          | [⁠v⁠]            | nef                     | [ˈnɛv]                  | [v] wird wie im deutschen Vase ([ˈväːzə]) gesprochen. |
| g          | [⁠ɡ⁠]            | Gil-galad               | [ˈɡilɡalad]             | [ɡ] wird wie in dt. Gott ([ˈɡɔtʰ]) gesprochen. |
| h          | [⁠h⁠]            | Hador                   | [ˈhadɔr]                | [h] wird wie in dt. Haus ([ˈhäʊ̯s]) gesprochen. |
| hw         | [⁠ʍ⁠]            | hwind                   | [ˈʍind]                 | [ʍ] wird wie ein stimmloses [w], wie im englischen what ([ˈʍɒt]), gesprochen. |
| i          | [⁠i⁠]            | imlad                   | [ˈimlad]                | [i] wird wie in dt. Musiker ([ˈmu(ː)zikʰɐ]) artikuliert. |
| i          | [⁠j⁠]            | Ioreth                  | [ˈjɔrɛθ]                | [j] wird wie in dt. Junge ([ˈjʊŋə]) oder engl. you ([ˈjuː]) gesprochen. |
| y          | [⁠y⁠]            | Yrch, eryd              | [ˈyrx], [ˈɛryd]         | [y] wird wie in dt. Büro ([ˌbyˈʁoː]) oder frz. lune ([ˈlyn]) artikuliert. |
| l          | [⁠l⁠]            | leben                   | [ˈlɛbɛn]                | [l] wird wie in dt. Latte ([ˈlätʰə]) gesprochen. |
| lh         | [l̥]            | lhain                   | [ˈl̥ai̯n]                 | [l̥] ist als stimmloses [l] zu sprechen. |
| m          | [⁠m⁠]            | Moria                   | [ˈmɔria]                | [m] ist wie in dt. Matte ([ˈmätʰə]) zu sprechen. |
| n          | [⁠n⁠]            | nimrais                 | [ˈnimrai̯s]              | [n] sollte wie in dt. nass ([näs]) gesprochen werden. |
| n          | [⁠ŋ⁠]            | Orthanc, ninglor,       | [ˈɔrθaŋk], [ˈniŋɡlɔr]   | [ŋ] wird wie in dt. Lunge ([ˈlʊŋə]) gesprochen. |
| ng         | [⁠ŋ⁠]            | Glamdring               | [ˈɡlamdriŋ]             | [ŋ] wird wie in dt. Hang ([ˈhäŋ]) gesprochen. |
| o          | [⁠ɔ⁠]            | orod                    | [ˈɔrɔd]                 | [ɔ] ist wie in dt. offen ([ˈɔfn̩]) zu artikulieren. |
| oe         | [ɔɛ̯]           | noeg                    | [ˈnɔɛ̯g]                 | [ɔɛ̯] sollte wie in lat. poena ([ˈpɔɛ̯na] mit der Bedeutung Strafe) gesprochen werden. |
| œ oder oe  | [⁠œ⁠]            | arnœdiad oder arnoediad | [ˈarˈnœdiad]            | [œ] wird wie in dt. öfter ([ˈœftʰɐ]) gesprochen. |
| p          | [⁠p⁠]            | paur                    | [ˈpau̯r]                 | [p] ist wie in dt. Prall ([ˈpʁäl]) zu sprechen. |
| ph         | [⁠f⁠] oder [fː]  | apharch                 | [ˈafːarx]               | [f] wird wie in dt. Symphonie ([ˌzʏmfo(ː)ˈniː]) gesprochen; [fː] ist als doppelt langes [f] zu sprechen. |
| gw         | [gw] oder [gʷ] | gwael                   | [ˈgʷaɛ̯l] oder [ˈgwaɛ̯l]  | [gw] oder [gʷ] ist wie in engl. Gwent ([ˈɡʷɛnt] oder [ˈɡwɛnt]) zu sprechen. |
| r          | [⁠r⁠]            | Rauros                  | [ˈrau̯rɔs]               | [r] sollte wie in span. perro ([ˈpɛro] mit der Bedeutung Hund) gesprochen werden. |
| rh         | [r̥]            | Rhûn                    | [ˈr̥uːn]                 | [r̥] ist als ein stimmloses [r] zu sprechen. |
| s          | [⁠s⁠]            | sigil                   | [ˈsigil]                | [s] ist wie in dt. Nuss ([ˈnʊs]) zu sprechen. |
| th         | [⁠θ⁠]            | Thingol                 | [ˈθiŋgɔl]               | [θ] ist wie in engl. thin ([ˈθɪn]) zu artikulieren. |
| t          | [⁠t⁠]            | tachol                  | [ˈtaxɔl]                | [t] ist wie in dt. Tunnel ([ˈtʊnl̩]) zu sprechen. |
| u          | [⁠u⁠]            | ungol                   | [ˈuŋɡɔl]                | [u] ist wie in dt. zuvor ([ˌʦuˈfoːɐ̯]) und fast wie in dt. Nuss ([ˈnʊs]) zu sprechen. |
| ua         | [u.a]          | huan                    | [ˈhu.an]                | [u.a] ist fast wie in dt. dual ([ˈdu.äl]) zu sprechen, wenn es, wie zuweilen zu hören, eilig-einsilbig und mit dem Silbenton auf dem u gesprochen wird und nicht wie normalerweise mit der Betonung auf der zweiten Silbe ([ˌduˈäːl]). |
| ue         | [u.ɛ]          | cuen                    | [ˈku.ɛn]                | [u.ɛ] ist als [u] gefolgt von [ɛ] zu sprechen. |
| ui         | [ui̯]           | fuin                    | [ˈfui̯n]                 | [ui̯] ist fast wie in dt. pfui ([ˈpfʊi̯]) zu sprechen. |
| v          | [⁠v⁠]            | forvenna                | [fɔrˈvɛnːa]             | [v] ist wie in dt. Welt ([ˈvɛltʰ]) zu artikulieren. |
| w          | [⁠w⁠]            | Arwen                   | [ˈarwɛn]                | [w] ist wie in engl. wind ([ˈwɪnd]) auszusprechen. |

### Anlautmutationen
Ein besonderes phonologisches Merkmal des Sindarin, das es mit den inselkeltischen Sprachen wie dem Irischen und Walisischen gemein hat, sind die unter gewissen Umständen auftretenden Anlautmutationen; hierbei wird der anlautende Konsonant eines jeweils einer Anlautmutation unterliegenden Wortes anders artikuliert als in seiner Ausgangsform oder verstummt völlig.
Aufgrund des phonetischen Zeichen-Laut-Verhältnisses des Sindarin werden die Anlautmutationen nicht ausschließlich artikulatorisch, sondern durchaus auch morphologisch umgesetzt, sodass mit der veränderten Aussprache eines Wortes eine ebenso veränderte Schreibweise einhergeht.
Dem Sindarin sind fünf Arten der Anlautmutation bekannt: eine Lenition, eine Nasalmutation, eine Plosivmutation, eine Liquidmutation und eine gemischte Mutation.

#### Lenition
Im Rahmen der Lenition oder Lenisierung werden anlautende Fortes (wie [⁠p⁠] oder [⁠m⁠]) durch einen voranstehenden Vokal (Monophthong oder Diphthong) wie [⁠i⁠] (im Sindarin der bestimmte Artikel im Singular) zu den ihnen entsprechenden Lenes (wie [⁠b⁠] zu [⁠p⁠] oder [⁠v⁠] zu [⁠m⁠]) geschwächt. Die nachstehende Tabelle listet die mit der Lenisierung einhergehenden Lautveränderungen des Sindarin auf.
| Reihe                                              | Einzellaute | mit Artikel | Bedeutung                | Lautgruppen | mit Artikel | Bedeutung            |
| -------------------------------------------------- | ----------- | ----------- | ------------------------ | ----------- | ----------- | -------------------- |
| p                                                  | paur        | i baur      | die Faust, die Hand      | plad        | i blad      | die Handfläche       |
| t                                                  | tol         | i dol       | die Insel                | trann       | i drann     | der Regierungsbezirk |
| c                                                  | cair        | i gair      | das Schiff               | claur       | i glaur     | der Glanz, der Ruhm  |
| b                                                  | benn        | i venn      | der Mann                 | brass       | i vrass     | die Glut, die Hitze  |
| d                                                  | doron       | i dhoron    | die Eiche                | draug       | i dhraug    | der Wolf             |
| g                                                  | galadh      | i ’aladh    | der Baum                 | glamor      | i ’lamor    | das Echo             |
| m                                                  | mellon      | i vellon    | der Freund               |             |             |                      |
| lh                                                 | lhaw        | i (th)law   | die Ohren, das Ohrenpaar |             |             |                      |
| rh                                                 | rhach       | i (th)rach  | der Fluch                |             |             |                      |
| s                                                  | sereg       | i hereg     | das Blut                 |             |             |                      |
| h                                                  | harad       | i charad    | der Süden                | hwest       | i chwest    | der Hauch, der Atem  |
| Sonderformen Wörter der Wurzelstämme mb-, nd-, ng- |             |             |                          |             |             |                      |
| (m)b                                               | bund        | i mund      | die Nase                 |             |             |                      |
| (n)d                                               | dagor       | i nagor     | die Schlacht             |             |             |                      |
| (ñ)g                                               | gaur        | i ngaur     | der Werwolf              |             |             |                      |
| Anfangskonsonanten ohne Mutation                   |             |             |                          |             |             |                      |
| n                                                  | ninglor     | i ninglor   | die Schwertlilie         |             |             |                      |
| l                                                  | lembas      | i lembas    | das Reisebrot            |             |             |                      |
| f                                                  | faroth      | i faroth    | der Jäger                |             |             |                      |
| r                                                  | roch        | i roch      | das Ross, das Pferd      |             |             |                      |
| th                                                 | thoron      | i thoron    | der Adler                |             |             |                      |

Beispiele
Nach einer der Mutationsregeln wird ein anlautendes „s“ ([⁠s⁠]) durch die Lenisierung zu einem „h“ ([⁠h⁠]).
- sarn = „Stein“ wird durch Voranstellen des Artikels „i“ zu i-harn = „der Stein“

Es gibt aber bereits ein Wort „harn“. Um diese voneinander zu unterscheiden, mutiert nach einer anderen Regel „h“ ([⁠h⁠]) zu „ch“ ([⁠x⁠]).
- harn = „Helm“ wird durch voranstellen des Artikels „i“ zu i-charn = „der Helm“

Ein bekanntes Beispiel für die Nichtanwendung der Lenisierung ist die Inschrift auf dem Tor von Moria:

„Pedo mellon a minno!“ – „Sprich Freund und tritt ein!“

Genaugenommen müsste hier „pedo vellon a minno“ stehen, da das „m“ ([⁠m⁠]), das auf den Imperativ „pedo“ und damit auch auf einen Vokal ([⁠ɔ⁠]) folgt, zu „v“ ([⁠v⁠]) leniert werden müsste. Möglicherweise ist diese Inschrift ein Sonderfall, da es sich um ein Rätsel handelt und das Tor sich nur öffnet, wenn das Wort korrekt, also „mellon“ ausgesprochen wird.:144–147

#### Nasalmutation
Die Nasalmutation tritt ein, wenn bestimmte Wörter auf einen Nasal wie „n“ ([⁠n⁠]) folgen. Sie wird beispielsweise durch den bestimmten Artikel im Plural, „in“, die Präposition „an“ für nach, für, zu, durch, mit oder „dan“ für gegen ausgelöst. Die folgende Tabelle führt die mit der Nasalmutation einhergehenden Lautveränderungen des Sindarin auf.
| Reihe                                                                                       | Einzellaute  | Nasalmutation        | Bedeutung                        | Lautgruppen | Nasalmutation         | Bedeutung           |
| ------------------------------------------------------------------------------------------- | ------------ | -------------------- | -------------------------------- | ----------- | --------------------- | ------------------- |
| p                                                                                           | an + paur    | a phaur              | für eine Hand                    | an + plad   | a phlad               | für eine Handfläche |
| t                                                                                           | an + tol     | a thol               | für eine Insel                   | an + trann  | a thrann              | für einen Bezirk    |
| c                                                                                           | an + cair    | a chair              | für ein Schiff                   | an + claur  | a chlaur              | für Glanz           |
| b                                                                                           | an + benn    | a menn               | für einen Mann                   | an + brass  | a mrass               | für Hitze           |
| d                                                                                           | an + doron   | a noron              | für eine Eiche                   | an + draug  | an draug              | für einen Wolf      |
| g                                                                                           | an + galadh  | a ñaladh             | für einen Baum                   | an + glamor | an glamor             | für ein Echo        |
| Angleichung → aus Doppelkonsonanten wird eine einfache Kurzform oder mit Auslassungszeichen |              |                      |                                  |             |                       |                     |
| m                                                                                           | an + mellon  | a(m) mellon (mm → m) | für einen Freund                 |             |                       |                     |
| lh                                                                                          | an + lhaw    | al lhaw → a ’law     | für die Ohren, für ein Ohrenpaar |             |                       |                     |
| rh                                                                                          | an + rhach   | ar rhach → a ’rach   | für einen Fluch                  |             |                       |                     |
| s                                                                                           | an + sereg   | as sereg → a sereg   | für Blut                         |             |                       |                     |
| h                                                                                           | an + harad   | ah harad → a charad  | dem Süden                        | an + hwest  | ah hwest → a (ch)west | für einen Luftzug   |
| Sonderformen Wörter der Wurzelstämme mb-, nd-, ng-                                          |              |                      |                                  |             |                       |                     |
| (m)b                                                                                        | an + bund    | a mbund              | für eine Nase                    |             |                       |                     |
| (n)d                                                                                        | an + dagor   | a ndagor             | für eine Schlach                 |             |                       |                     |
| (n)g                                                                                        | an + gaur    | añ gaur              | für einen Werwolf                |             |                       |                     |
| Anfangskonsonanten ohne Mutation                                                            |              |                      |                                  |             |                       |                     |
| n                                                                                           | an + ninglor | a(n) ninglor         | für eine Schwertlilie            |             |                       |                     |
| l                                                                                           | an + lembas  | al lembas            | für Reisebrot                    |             |                       |                     |
| f                                                                                           | an + faroth  | a(f) faroth          | zum Jäger, durch den Jäger       |             |                       |                     |
| r                                                                                           | an + roch    | adh roch             | für ein Pferd                    |             |                       |                     |
| th                                                                                          | an + thoron  | a(th) thoron         | für einen Adler                  |             |                       |                     |

#### Plosivmutation
Die Plosivmutation beziehungsweise Stoppmutation, die von Tolkien zumeist als harte Mutation bezeichnet wurde, wird – wie ihr Name bereits vermuten lässt – durch Wörter ausgelöst, die auf einen Plosiv wie „t“ ([⁠t⁠]) oder „d“ ([⁠d⁠]) enden. Die nachstehende Tabelle listet die mit der Plosivmutation einhergehenden Lautveränderungen des Sindarin auf.
| Reihe                                                                                       | Einzellaute  | Plosivmutation | Bedeutung                                  | Lautgruppen | Plosivmutation | Bedeutung                  |
| ------------------------------------------------------------------------------------------- | ------------ | -------------- | ------------------------------------------ | ----------- | -------------- | -------------------------- |
| p                                                                                           | od + paur    | o phaur        | von einer Hand                             | od + plad   | o phlad        | von einer Handfläche       |
| t                                                                                           | od + tol     | o thol         | von einer Insel                            | od + trann  | o thrann       | aus einem Regierungsbezirk |
| c                                                                                           | od + cair    | o chair        | von einem Schiff                           | od + claur  | o chlaur       | von Glanz (weg)            |
| b                                                                                           | od + benn    | o benn         | von einem Mann                             | od + brass  | o brass        | von Hitze (weg)            |
| d                                                                                           | od + doron   | o doron        | von einer Eiche                            | od + draug  | o draug        | von einem Wolf (weg)       |
| g                                                                                           | od + galadh  | o galadh       | von einem Baum                             | od + glamor | o glamor       | von einem Echo (weg)       |
| Angleichung → aus Doppelkonsonanten wird eine einfache Kurzform oder mit Auslassungszeichen |              |                |                                            |             |                |                            |
| m                                                                                           | od + mellon  | o mellon       | von einem Freund                           |             |                |                            |
| lh                                                                                          | od + lhaw    | o (th)law      | von den Ohren weg, von einem Ohrenpaar weg |             |                |                            |
| rh                                                                                          | od + rhach   | o (th)rach     | von Unrecht aus                            |             |                |                            |
| s                                                                                           | od + sereg   | o(s) sereg     | von Blut                                   |             |                |                            |
| h                                                                                           | od + harad   | o charad       | vom Süden aus                              | od + hwest  | o (ch)west     | von einem Hauch weg        |
| Sonderformen Wörter der Wurzelstämme mb-, nd-, ng-                                          |              |                |                                            |             |                |                            |
| (m)b                                                                                        | od + bund    | o bund         | von einer Nase weg                         |             |                |                            |
| (n)d                                                                                        | od + dagor   | o dagor        | von einer Schlacht weg                     |             |                |                            |
| (ñ)g                                                                                        | od + gaur    | o gaur         | von einem Werwolf                          |             |                |                            |
| Anfangskonsonanten ohne Mutation                                                            |              |                |                                            |             |                |                            |
| n                                                                                           | od + ninglor | o(d) ninglor   | von einer Schwertlilie weg                 |             |                |                            |
| l                                                                                           | od + lembas  | o(d) lembas    | von Lebensbrot                             |             |                |                            |
| f                                                                                           | od + faroth  | o(f) faroth    | von einem Jäger weg                        |             |                |                            |
| r                                                                                           | od + roch    | o(d) roch      | von einem Ross weg                         |             |                |                            |
| th                                                                                          | od + thoron  | o(th) thoron   | von einem Adler                            |             |                |                            |

#### Liquidmutation
Die Liquidmutation wird – wie ihr Name bereits vermuten lässt – durch Wörter ausgelöst, die auf einen Liquid – also einen Lateral wie „l“ ([⁠l⁠]) oder einen Vibranten wie „r“ ([⁠r⁠]) – enden. Im Rahmen der Liquidmutation werden durch vorangehende Liquide unter anderem anlautende Plosive zu Frikativen. Die folgende Tabelle führt die mit der Liquidmutation einhergehenden Lautveränderungen des Sindarin auf.
| Reihe                                                                                       | Einzellaute  | Plosivmutation | Bedeutung                            | Lautgruppen | Plosivmutation | Bedeutung                        |
| ------------------------------------------------------------------------------------------- | ------------ | -------------- | ------------------------------------ | ----------- | -------------- | -------------------------------- |
| p                                                                                           | or + paur    | or vaur        | über einer Faust                     | or + plad   | or phlad       | über einer Handfläche            |
| t                                                                                           | or + tol     | or thol        | über einer Insel                     | or + trann  | or trann       | oberhalb eines Regierungsbezirks |
| c                                                                                           | or + cair    | or chair       | über einem Schiff                    | or + claur  | or chlaur      | oberhalb des Glanzes             |
| b                                                                                           | or + benn    | or menn        | über einem Mann                      | or + brass  | or vrass       | über Glut, auf Hitze             |
| d                                                                                           | or + doron   | or dhoron      | über einer Eiche                     | or + draug  | or dhraug      | über einem Wolf                  |
| g                                                                                           | or + galadh  | or ’aladh      | über einem Baum                      | or + glamor | or ’lamor      | oberhalb des Echos               |
| Angleichung → aus Doppelkonsonanten wird eine einfache Kurzform oder mit Auslassungszeichen |              |                |                                      |             |                |                                  |
| m                                                                                           | or + mellon  | or vellon      | über einem Freund                    |             |                |                                  |
| lh                                                                                          | or + lhaw    | or ’law        | über den Ohren, über einem Ohrenpaar |             |                |                                  |
| rh                                                                                          | or + rhach   | or ’rach       | oberhalb eines Fluchs                |             |                |                                  |
| s                                                                                           | or + sereg   | or sereg       | oberhalb von Blut                    |             |                |                                  |
| h                                                                                           | or + harad   | or charad      | über dem Süden                       | or + hwest  | or chwest      | über einem Hauch                 |
| Sonderformen Wörter der Wurzelstämme mb-, nd-, ng-                                          |              |                |                                      |             |                |                                  |
| (m)b                                                                                        | or + bund    | or bund        | über einer nase                      |             |                |                                  |
| (n)d                                                                                        | or + dagor   | or dagor       | über einer Schlacht zu               |             |                |                                  |
| (ñ)g                                                                                        | or + gaur    | or gaur        | über einem Werwolf                   |             |                |                                  |
| Anfangskonsonanten ohne Mutation                                                            |              |                |                                      |             |                |                                  |
| n                                                                                           | or + ninglor | or ninglor     | über einer Schwertlilie              |             |                |                                  |
| l                                                                                           | or + lembas  | or lembas      | oberhalb von Reisebrot               |             |                |                                  |
| f                                                                                           | or + faroth  | or faroth      | über einem Jäger                     |             |                |                                  |
| r                                                                                           | or + roch    | or roch        | über einem Ross                      |             |                |                                  |
| th                                                                                          | or + thoron  | or thoron      | über einem Adler                     |             |                |                                  |

#### Gemischte Mutation
Die sogenannte gemischte Mutation ist lediglich aus einer einzigen Textquelle, dem „Kings Letter“, rekonstruiert worden und von Tolkien folgerichtig nicht als allgemeingültige Variante der Anlautmutation vorgegeben worden; daher ist die nachfolgende Tabelle, die die mit der gemischten Mutation einhergehenden Lautveränderungen auflistet, nur als grober Überblick über eine eventuell wesentlich genauer strukturierte gemischten Mutation zu verstehen. Auslöser der gemischten Mutation können der determinatorisch gebrauchte Possessivartikel „en(a)“ oder Präpositionalkomposita mit „(i)n“ sein, wie beispielsweise „erin“ (or + in = an den), „ben“ (be + n = übereinstimmend mit dem), „nan“ (na + n = zu dem) oder „uin“ (o + in = von dem).
| Reihe                                                                          | Einzellaute  | Mutation             | Bedeutung                | Lautgruppen  | Mutation   | Bedeutung                                |
| ------------------------------------------------------------------------------ | ------------ | -------------------- | ------------------------ | ------------ | ---------- | ---------------------------------------- |
| p                                                                              | en + paur    | e baur               | der Faust                | en + prestad | e mrestad  | der Störung, der Umwandlung, des Wandels |
| t                                                                              | en + tol     | e dol                | der Insel                | en + trann   | e drann    | des Regierungsbezirks                    |
| c                                                                              | en + cair    | e gair               | des Schiffes             | en + claur   | en glaur   | des Glanzes, des Ruhmes                  |
| b                                                                              | en + benn    | e benn               | des Mannes               | or + brass   | e mrass    | der Glut, der Hitze                      |
| d                                                                              | en + doron   | e doron              | der Eiche                | en + draug   | e draug    | des Wolfes                               |
| g                                                                              | en + galadh  | e galadh             | des Baumes               | en + glamor  | en glamor  | des Echos                                |
| Angleichung → Doppelkonsonanten, einfache Kurzform oder mit Auslassungszeichen |              |                      |                          |              |            |                                          |
| m                                                                              | en + mellon  | e(m) mellon          | des Freundes             |              |            |                                          |
| lh                                                                             | en + lhaw    | e ’law               | der Ohren, des Ohrenpaar |              |            |                                          |
| rh                                                                             | en + rhach   | e ’rach              | des Unrechts             |              |            |                                          |
| s                                                                              | en + sereg   | e hereg oder e sereg | des Blutes               |              |            |                                          |
| h                                                                              | en + harad   | e (c)harad           | des Südens               | en + hwest   | e (ch)west | des Hauchs, des Atems                    |
| Sonderformen Wörter der Wurzelstämme mb-, nd-, ng-                             |              |                      |                          |              |            |                                          |
| (m)b                                                                           | en + bund    | e mbund              | der Nase                 |              |            |                                          |
| (n)d                                                                           | en + dagor   | e ndagor             | der Schlacht             |              |            |                                          |
| (ñ)g                                                                           | en + gaur    | e ñgaur              | des Werwolfs             |              |            |                                          |
| Anfangskonsonanten ohne Mutation                                               |              |                      |                          |              |            |                                          |
| n                                                                              | en + ninglor | e(n) ninglor         | der Schwertlilie         |              |            |                                          |
| l                                                                              | en + lembas  | el lembas            | des Reisebrots           |              |            |                                          |
| f                                                                              | en + faroth  | e(f) faroth          | des Jägers               |              |            |                                          |
| r                                                                              | en + roch    | edh roch             | des Rosses               |              |            |                                          |
| th                                                                             | en + thoron  | e(th) thoron         | des Adlers               |              |            |                                          |

## Grammatik
Hier eine Übersicht der auffallendsten Merkmale der Sindarin-Grammatik:
- Sindarin enthält wie die inselkeltischen Sprachen Anlautmutationen, die ursprünglich phonologischer Herkunft waren, später aber oft grammatisch wurden (Bsp.: dae [Schatten] → i dhae [der Schatten]).
- Pluralbildung erfolgt ähnlich wie im Deutschen und z. T. im Walisischen durch Umlaute (Bsp.: amon [Hügel] → emyn [mehrere Hügel]).
- Konjugation von Verben erfolgt ähnlich wie im Deutschen durch Suffixe (Bsp.: ped- [Sprechen, Wortstamm] → pedin edhellen [Ich spreche elbisch]). Sindarin braucht außerdem, wie das Lateinische, kein zusätzliches Pronomen (pedin edhellen heißt also wörtlich „spreche elbisch“).

### Nomen (Substantive und Adjektive)
Die Substantive in Sindarin unterliegen normalerweise keinem Kasus, sie ändern sich lediglich vom Singular zum Plural. Gleiches gilt für die Adjektive. Zeitliche oder räumliche Beziehungen werden durch Präpositionen ausgedrückt.
Trotzdem unterscheidet sich bei Substantiven der Nominativ (Grundform) vom Akkusativ (lenierte Form)
- Beispiel: têw = Buchstabe → teithon dêw = ich schreibe einen Buchstaben.

Die Pluralbildung geschieht entweder durch Umlautung oder durch Kollektivierung. So kann aus dem Stern = el durch anhängen eines kollektiven Plurals eine Sternenschar = elenath, also alle Sterne werden. Es stellt also einen Sammelbegriff für eine bestimmte Art von Dingen oder Lebewesen dar.
- Beispiel: Perian = Hobbit oder Halbling → Periannath = Halblinge in ihrer Gesamtheit (kollektiv) oder die einfache Pluralbildung durch Umlautung Periain = Halblinge.

Adjektive unterscheiden sich durch Suffixe vom Substantiv, also durch das Anhängen von ‘-eb’, ‘-en’, ‘-ren’ oder ‘-ui’.
| Substantiv | Bedeutung | Adjektiv | Bedeutung                  |
| ---------- | --------- | -------- | -------------------------- |
| ang        | Eisen     | angren   | eisern, aus Eisen          |
| ang        | Eisen     | angrenui | eisenhaltig, eisenartig    |
| uan        | Monster   | uanui    | monsterartig, unansehnlich |
| aglar      | Ruhm      | aglareb  | ruhmreich, berühmt         |

Steigerungsformen des Adjektivs werden meist durch ein Präfix bewirkt. So wird aus maer = gut durch ein vorangestelltes ‘an-’ ammaer = sehr gut. Hier kommt es wieder zu einer Lautanpassung, so dass aus ‘an-maer’ ‘am-maer’ wird. Aus saer = bitter, sauer wird anhaer = sehr sauer (Mutation s→h). Diese Lautanpassungen dienen der leichteren Aussprache und verleihen dem Wort einen weicheren Klang.

#### Kasusrealisierung obliquer Kasus
Die Kasusrealisierung obliquer Kasus (also jener Kasus, die nicht das Subjekt eines Satzes bezeichnen; das sind unter anderem der Genitiv beziehungsweise Possessiv, Dativ und Akkusativ im Gegensatz zum Nominativ) des Sindarin unterscheidet sich stark von der Kasusumsetzung obliquer Kasus in flektierenden Sprachen wie dem Deutschen: Morphologisch werden diese Kasus im Sindarin nämlich nicht gekennzeichnet; sie werden durch die Wortstellung (und unter anderem gewisse Mutationen) kenntlich gemacht.
Akkusativ
Der Akkusativ als Kasus des direkten Objekts wird, wie bereits erwähnt, durch die Wortstellung und die mit den finiten Verbformen einhergehenden Mutationen gekennzeichnet:
- Beispiel: têw = Buchstabe → teithon dêw = ich schreibe einen Buchstaben.

Genitiv, Possessiv
Der Genitiv lässt sich aus der Wortstellung ablesen. Der Satz „Ennyn Durin, Aran Moria“ bedeutet „die Türen des Durin, des Königs von Moria“ und kann sinngemäß als „die Durinschen Türen, des Herrn von Moria“ interpretiert werden.
Im frühen Sindarin von Doriath gab es zudem auch die Genitiv-Endungen ‘-a’ und ‘-on’, wie in „Dagnir Glaurunga“ (Töter Glaurungs) oder „Nauglafring“ (Zwergenhalsband). Ursprünglich lautete der Possessiv-Artikel ‘ena’ was gewöhnlich vor Vokalen zu ‘en’ wird und vor Konsonanten zu ‘nan’ oder mit Nasal-Mutation ebenfalls zu ‘en’. Beispiele sind „Cabed-en-Aras“ (Sprung des Hirsches) oder „Haudh-en-Ndengin“ (Hügel der Erschlagenen). Im Plural gibt es zudem noch Konstruktionen mit dem einfachen Plural-Artikel ‘in’, wie bei „Tol-in-Gaurhoth“ (Insel der Werwölfe). Die Possessiv-Endung, lautete in Doriath ebenfalls ‘-a’ und im Plural ‘-ion’. Des Weiteren gibt es noch die Möglichkeit, den Genitiv durch die Präposition ‘ána’ auszudrücken, die meist als verkürzte Form ‘an’ oder ‘na’ auftaucht. So beispielsweise „roch na heruin“ (Ross der Herrin) oder „dagnir an Glaurunga“ (Töter des Glaurung).
Dativ
Wie der Genitiv hat auch der Dativ keine eigene Kasusendung. Der objektive Genitiv ist quasi dem Dativ gleichgesetzt. So bedeutet „aglar ’ni Pheriannath“ (Ruhm den Halblingen), diese sind das Objekt des Ruhmes oder der Lobpreisung.

### Pronomen
Es gibt im Sindarin mehrere Arten von Pronomen, deren endgültige Form nicht eindeutig ist. So ist ein Beispielsatz mit einem Demonstrativpronomen bekannt, der sich in der Inschrift auf dem Tor von Moria befindet:
- Celebrimbor o Eregion teithant i thîw hîn („Celebrimbor aus Eregion schrieb die Zeichen diese“) und Im Narvi hain echant („Ich Narvi diese/jene machte“).

Es sind also zwei unterschiedliche Pronomen. Einmal sen (pl. sîn), das durch Lenierung zu hîn wurde und für „diese“ steht, während hain als die Pluralform von han für „jenes“ steht also „jene“ bedeutet. Somit ist die Satzaussage: Celebrimbor aus Eregion erfand diese Schriftzeichen und Narvi schrieb jene nach dessen Vorgabe auf das Tor.
Personalpronomen gibt es als empathische Grundform oder als Suffix.
|                    | Grundform | Suffix | Bedeutung | Akkusativ/Dativ | Bedeutung   | Possessiv | Suffix  | Bedeutung           |
| ------------------ | --------- | ------ | --------- | --------------- | ----------- | --------- | ------- | ------------------- |
| 1. Person Singular | im        | -n     | ich       | nin             | mir         | nin       | -en     | mein                |
| 2. Person Singular | ech       | -ch    | du        | cen             | dir         | cin       | -eg     | dein                |
| 3. Person Singular | est       | —      | er/sie/es | ten             | ihm/ihr/ihn | tin       | -ed     | sein/ihr/sein       |
| 1. Person Plural   | men       | -m     | wir       | men             | uns         | min       | -em(ir) | unser               |
| 2. Person Plural   | le        | -l     | ihr/Ihr   | len             | euch/Euch   | lin       | -el     | dein/Dein/euer/Euer |
| 3. Person Plural   | te        | -t     | sie       | ten             | ihnen       | tin       | -ent    | ihr                 |

- Zwei einfache Beispiele: Lasto beth nin = „Höre die Worte mein (oder von mir)“ und Lasto beth lammen = „Höre die Worte der Stimme mein (meiner Stimme).“

### Artikel
Im Sindarin gibt es anders als im Quenya nicht nur die hinweisende Partikel ‘i’ als Artikel, sondern zusätzlich eine Pluralform ‘in’. Zudem ruft der Singular-Artikel ‘i’ oft bei den folgenden Hauptwörtern eine Anlautveränderung oder Lenierung hervor. Der Plural-Artikel ‘in’ löst hingegen oftmals eine Nasalmutation aus.
Beispiele:
- Singular i Aran = der König, Plural in Erain = die Könige.
- Anlautlenierung: mellon = Freund, i vellon = der Freund.
- Nasalmutation: goldor = Noldorelb, i goldeor = der Noldorelb, i-ngoldor = die Nolderelben.

Manchmal werden die Artikel durch einen Mal-Punkt oder einen Bindestrich mit dem Folgewort verbunden.
- Beispielsweise i·Aran, i-Aran, in-Erain, i·vellon, i-vellon oder i-ngoldor (in-goldor; das ‘ng’ wird immer zusammen ausgesprochen, da es früher ein eigenständiger Laut war, der am Wortanfang zu einem einfachen ‘g’ wurde).

Artikel können als Suffixe an eine Präposition angehängt werden.
- Präposition ‘or’ = über wird durch gemischte Mutation zu ‘erin’ = über den/dem/der/die Singular und Plural sind hier gleich.

### Verben
Die Grundform der Verben im Sindarin bildet wie im Quenya eine Stammform, an die unterschiedliche Endungen angefügt werden. Man unterscheidet zwischen abgeleiteten (schwachen) Verben, so genannten A-Stämmen, die ein Endung (-a, -ia, -na, -da) besitzen, und den Stammverben (starken) Verben, welche keine Extra-Endung benötigen.
- Ein Beispiel für abgeleitete Verben

| Präsens    | Bedeutung              | Präteritum    | Bedeutung                | Futur         | Bedeutung                     |
| ---------- | ---------------------- | ------------- | ------------------------ | ------------- | ----------------------------- |
| galon      | ich wachse             | galannen      | ich wuchs                | galathon      | ich werde wachsen             |
| galog      | du wächst              | galanneg      | du wuchst/bist gewachsen | galathog      | du wirst wachsen              |
| galodh     | Du/Ihr wächst/wachst   | galannedh     | Du/Ihr wuchst            | galathodh     | Du/Ihr werdet wachsen         |
| gala       | er/sie/es wächst       | galant        | er/sie/es wuchs          | galatha       | er/sie/es wird wachsen        |
| galam      | wir wachsen            | galannem      | wir wuchsen              | galatham      | wir werden wachsen            |
| galagir    | ihr wachst             | galannegir    | ihr wuchst               | galathagir    | ihr werdet wachsen            |
| galadhir   | Ihr wachst             | galannedhir   | Ihr wuchst               | galathadhir   | Ihr werdet wachsen            |
| galar      | sie wachsen            | galanner      | sie wuchsen              | galathar      | sie werden wachsen            |
| Dualformen |                        |               |                          |               |                               |
| galam(m)id | wir beide wachsen      | galannem(m)id | wir beide wuchsen        | galatham(m)id | wir beide werden wachsen      |
| galangid   | (nur) wir zwei wachsen | galannengid   | (nur) wir zwei wuchsen   | galathangid   | (nur) wir zwei werden wachsen |
| galach     | ihr zwei wachst        | galannech     | ihr zwei wuchst          | galathach     | ihr zwei werdet wachsen       |
| galadh(id) | (nur) ihr zwei wachst  | galannedh(id) | (nur) ihr zwei wuchst    | galath        | (nur) ihr zwei werdet wachsen |
| galast     | sie beide wachsen      | galannest     | sie beide wuchsen        | galathast     | sie beide werden wachsen      |

- Ein Beispiel für Stammverben

| Präsens    | Bedeutung               | Präteritum  | Bedeutung               | Futur         | Bedeutung                      |
| ---------- | ----------------------- | ----------- | ----------------------- | ------------- | ------------------------------ |
| pedin      | ich spreche             | pennin      | ich sprach              | pedithon      | ich werde sprechen             |
| pedig      | du sprichst             | pennig      | du sprachst             | pedithog      | du wirst sprechen              |
| pedidh     | Du/Ihr sprichst/sprecht | pennidh     | Du/Ihr sprachst/spracht | pedithodh     | Du/Ihr werdet sprechen         |
| pêd        | er/sie/es spricht       | pent        | er/sie/es sprach        | peditha       | er/sie/es wird sprechen        |
| pedum      | wir sprechen            | pennim      | wir sprachen            | peditham      | wir werden sprechen            |
| pedigir    | ihr sprecht             | pennigir    | ihr spracht             | pedithagir    | ihr werdet sprechen            |
| pedidhir   | Ihr sprecht             | pennidhir   | Ihr spracht             | pedithadhir   | Ihr werdet sprechen            |
| pedir      | sie sprechen            | pennir      | sie sprachen            | pedithar      | sie werden sprechen            |
| Dualformen |                         |             |                         |               |                                |
| pedim(m)id | wir beide sprechen      | pennim(m)id | wir beide sprachen      | peditham(m)id | wir beide werden sprechen      |
| pedingid   | (nur) wir zwei sprechen | penningid   | (nur) wir zwei sprachen | pedithangid   | (nur) wir zwei werden sprechen |
| pedich     | ihr zwei sprecht        | pennic      | ihr zwei spracht        | pedithac      | ihr zwei werdet sprechen       |
| pedidh(id) | (nur) ihr zwei sprecht  | pennidh(id) | (nur) ihr zwei spracht  | pedithadh(id) | (nur) ihr zwei werdet sprechen |
| galast     | sie beide sprechen      | pennist     | sie beide sprachen      | pedithast     | sie beide werden sprechen      |

### Infinitiv
Der Infinitiv wird bei abgeleiteten Verben durch ein Ersetzen der Endung von a→o gebildet.
- Beispiele: lacha- = entflammen, lacho = zu entflammen; edra- = öffnen und edro = zu öffnen.

Bei Stammverben wird an den Stamm ein ‘-i’ angefügt.
- Beispiele: tîr- = schauen, tíri = zu schauen, cen- = sehen, ceni = zu sehen.

Sonderfälle sind hier Verben, die ein ‘a’ oder ‘o’ im Wortstamm haben, dort wird es zu ‘e’ umgebildet.
- Beispiele: can- = rufen, ceni = zu rufen, tol- = kommen und teli = zu kommen.

### Imperativ
Die Befehlsform oder Imperativ wird meist durch Abändern oder Anhängen von ‘-o’ gebildet. So wie Elrond im Herrn der Ringe zu Frodo sagt: „Frodo, tolo dan nan galad!“ („Komm zurück zum/ins Licht, Frodo!“)
| Verb   | Bedeutung      | Imperativ | Bedeutung     |
| ------ | -------------- | --------- | ------------- |
| lacha- | entflammen     | lacho     | entflamme!    |
| tir-   | schauen, sehen | tíro      | schau, siehe! |
| tol-   | kommen         | tolo      | komm!         |

## Schriftbeispiele

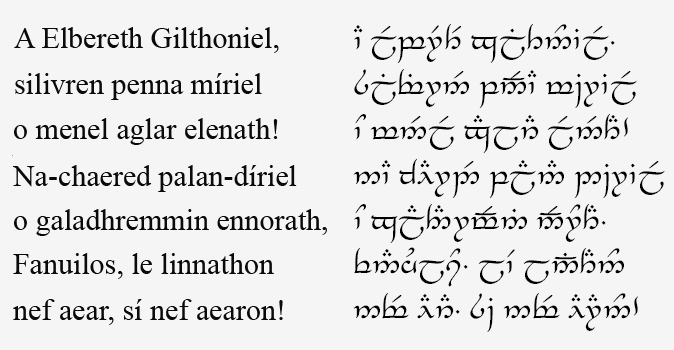
Beispiel für Sindarin in Tengwar-Schriftzeichen

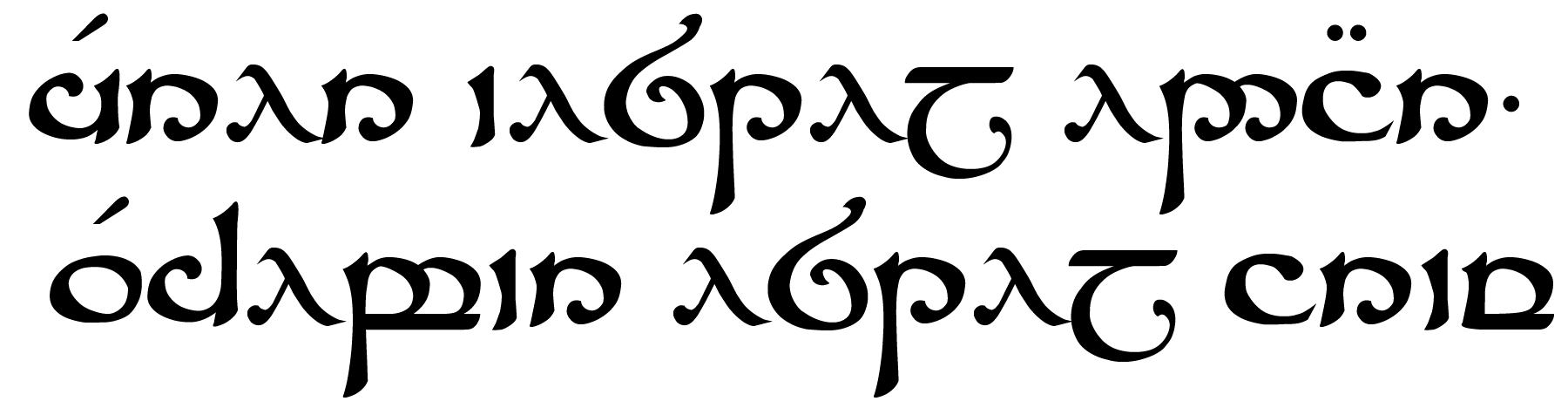
Ónen i-Estel Edain,
ú-chebin estel anim.

J. R. R. Tolkien hinterließ selbst mehrere Schriftbeispiele in Sindarin, die er teilweise in Tengwarschreibweise verfasste.
Über seine Liebe zu dieser Schrift sagte Tolkien sinngemäß:

„Die Erfindung von Sprachen ist die Grundlage. Die ‚Geschichten‘ wurden eher geschrieben, um eine Welt für die Sprache zu schaffen als umgekehrt. Für mich kommt als Erstes der Name und danach die Geschichte. Ich hätte lieber auf ‚Elbisch‘ geschrieben. Doch ist solch ein Werk wie ‚Der Herr der Ringe‘ natürlich bearbeitet worden und es wurde nur so viel ‚Sprache‘ darin gelassen, wie es meiner Einschätzung nach für die Leser verdaulich war. (Ich stelle jetzt fest, dass viele gern mehr davon gehabt hätten.) Doch ist eine große Menge an linguistischem Stoff (neben den tatsächlich ‚elbischen‘ Namen und Wörtern) in dem Buch enthalten oder mythologisch ausgedrückt. Für mich jedenfalls ist es weitgehend ein Versuch in ‚linguistischer Ästhetik‘, wie ich manchmal zu Leuten sage, die mich fragen, ‚was das Ganze soll‘.“

## Beispiele für elbische Namen
Elbische Namen können auf unterschiedliche Arten gebildet werden. Als einfache Wörter, die eine feste Bedeutung haben, als Zusammensetzungen aus zwei oder mehreren Wörtern oder Ableitungen von Begriffen.
| einfaches Wort                                                  | einfaches Wort             | einfaches Wort      | einfaches Wort |
| elbischer Name                                                  | Bedeutung                  | englisch            | kurze Beschreibung |
| --------------------------------------------------------------- | -------------------------- | ------------------- | --- |
| Beren                                                           | der Mutige                 | brave               | Beren war ein Mensch, der die Elbin Lúthien zur Frau bekam, nachdem er von Morgoth einen Silmaril zurückerobert hatte.   |
| Estel                                                           | die Hoffnung               | hope                | Der Name Aragorns, den er in Imladris („Bruchtal“) in der Obhut Elronds trug.                                            |
| Ithil                                                           | der Mond, der Schein       | moon                | Eine Bezeichnung für den Mond, die sich auf das silberfarbene Licht bezieht, welches von ihm ausgeht.                    |
| Harad                                                           | der Süden                  | south               | So wird unter anderem das Land südlich von Gondor, aber auch die Himmelsrichtung bezeichnet.                             |
| Ableitung von einem Wort                                        |                            |                     | |
| elbischer Name                                                  | Bedeutung                  | abgeleitet von      | kurze Beschreibung |
| Ithilien                                                        | das Mondbeschienene        | ithil = Mond        | Ein Teilgebiet Gondors, das sich in Nord- und Südithilien aufteilt.                                                      |
| Sírion                                                          | der Große Strom, Strömende | sîr = Strom         | Der Sírion war einer der großen Ströme in Mittelerde, das Wort sîr = „Strom“ wird hier durch -ion = „sehr groß“ ergänzt. |
| Rohan                                                           | das Pferdeland             | roch = Pferd        | Ein ehemaliges Teilgebiet von Gondor, dass dem Reitervolk Eorls für ihre Unterstützung gegen Feinde überlassen wurde.    |
| Serni                                                           | der Sandige, Steinige      | sarn = Sand/Stein   | Name eines Flusses in Gondors Provinz Lebennin.                                                                          |
| Zusammensetzungen, Wortkombinationen und feststehende Ausdrücke |                            |                     | |
| elbischer Name                                                  | Bedeutung                  | zusammengesetzt aus | kurze Beschreibung |
| Lebennin                                                        | Fünfwässer (-land)         | leben + nîn         | Provinz Gondors, die von fünf großen Flüssen durchströmt wurde. leben = „fünf“ und nîn = „Wasser“ oder „Wässer“.         |
| Amon Sûl                                                        | der Berg des Windes        | amon + sûl          | Ein Berg im ehemaligen Königreich Arnor, auf dem einst ein Turm stand, in dem ein Palantír aufbewahrt wurde.             |
| Anduin                                                          | der Lange Fluss            | and + duin          | Der Anduin war einer der großen Ströme in Mittelerde, das Wort and = „lang“ wird hier mit duin = „Fluss“ verbunden.      |
| Caradhras                                                       | das Rothorn                | caran + ras         | Ein hoher Berg im Nebelgebirge, über dessen Pass man dieses überschreiten kann. Caran = „rot“ und ras = „Horn“.          |
| Cabed-en-Aras                                                   | der Hirschensprung         | cabed/camp + aras   | Eine Schlucht, die so schmal war, dass ein Hirsch sie hätte überspringen können. Cabed = „Sprung“ und aras = „Hirsch“.   |

Des Weiteren haben elbische Namen meist mehrere Bedeutungen und besonders die Personennamen haben charakterisierende Eigenschaften oder weitreichende Bedeutungen für das Schicksal ihres Trägers.
- Beispiel:

Feanor bedeutet wörtlich „Feuergeist“ und setzt sich aus Fea = „Geist“ und -naur oder -nor = „Feuer“ zusammen. Der Name sagt viel über Feanor selbst aus, denn er ist nicht nur ein genialer Erfinder („heller, schöpferischer Geist“), sondern auch sehr aufbrausend („feuriges Gemüt“). Er sorgte dafür, dass die Elbenschiffe nach der Rückkehr nach Mittelerde verbrannt wurden. Auch sein Tod durch die Verletzungen, die ihm ein Balrog zugefügt hatte, und die Tatsache, dass sein Leib verbrannte, weil – so heißt es – sein Geist so heiß loderte, dass sein Körper zu Asche verbrannte und wie Rauch davonwehte, lassen sich aus diesem Namen ableiten. Feanor ist als so genannter Name der Voraussicht der Name, den ihm seine Mutter gegeben hatte. Sein Vatername war Curufinwe („der Geschickteste des Hauses Finwe“).
Galadriel heißt „von Licht umgebene Maid“ oder „die Lichtbekränzte“, was auf das hohe Ansehen hindeutet, welches man ihr entgegenbrachte. Ähnlich wie eine Marienstatue wird sie auch beschrieben, kühl aber von strahlendem weißen Licht umgeben, weise, vorausschauend und gütig. Ihr Vatername war Artanis („Edelfrau“) oder („Edle Herrin“) ihr Muttername lautete Nerwen („Mannfrau“), was ebenfalls darauf hinweist, dass sie an Stärke und Einfluss ihren Brüdern ebenbürtig, wenn nicht sogar überlegen war. (Das sind Namen in Quenya, im Sindarin hieße sie Arodith oder Dírwen.)

## Rezeption
Wörter aus dem Sindarin finden sich in Namen von Bands, Musikalben, Unternehmen oder wissenschaftlichen Bezeichnungen wieder.
Siehe auch
- Dol Guldur (‚Hügel der Magie‘) und Minas Morgul sind Studio-Alben der Black-Metal-Band Summoning.
- Amon Amarth (‚Hügel des Schicksals‘/‚Schicksalsberg‘) der Name einer Metal-Band.
- Minas Morgul (‚Turm des dunklen Magiers‘) ist der Name einer Pagan-Metal-Band.
- Thaurorod (‚Übler Berg‘ oder ‚Schreckensberg‘) ist der Name einer Symphonic-Metal-Band.
- Gorgoroth (‚Großer Schrecken‘) ist der Name einer Black-Metal-Band.
- Lyriel ist eine Folk-Metal-Band, die Sindarin in ihren Liedtexten verwendet. Das Wort Lyriel ähnelt im Aufbau einem elbischen Wort und wäre von der Schreibweise her eher Quenya. Die Bedeutung wäre in etwa ‚die Singende‘ oder ‚Tochter der Lieder‘.
- Der Begriff Mithril (besonders reines und stabiles Silber) wird vielfach verwendet.
  - Mithril Racing, Mithril Technology, Mithril Wireless Systems. (Unternehmen)
- Wissenschaftliche Bezeichnungen, besonders für Tierarten.